# Аборты в Венгрии
Аборты в Венгрии были разрешены без исключений в 1953 году. Расширения законов об абортах в 1956, 1973 и 1992 годах создали Венгрии репутацию страны с одним из самых либеральных законодательств об абортах в Европе. В то время как женщины обязаны получить разрешение у комитета для совершения аборта, в закон были введены различные гипотетические ситуации, позволяющие проведение абортов, благодаря чему запрос превратился в простую формальность.
В 1992 году парламент Венгрии узаконил прерывание беременности на сроках до 12 недель по желанию женщины при условии, что та находится в «кризисной ситуации». В 1998 году Конституционный суд Венгрии потребовал прописать в законе чёткое определение «кризисной ситуации» из-за опасений, что женщины получают разрешение на аборт на основе голословных заявлений без указания и проверки конкретных проблем, с которыми они сталкиваются. 29 июня 2009 министерство здравоохранения определило «серьёзную кризисную ситуацию» как «вызывающую телесные повреждения или психическое расстройство, либо социально неприемлемую ситуацию».
Новая конституция Венгрии, вступившая в силу в 2011 году, постановила, что человеческая жизнь охраняется с момента зачатия, что могло привести к ограничениям на аборты, хотя с того времени законы об абортах так и не изменились.
В 2012 году по инициативе правительства премьер-министра Виктора Орбана в конституцию было внесено положение о полной защите человеческой жизни.
По состоянию на 2010 год число абортов составляло 19,4 на тысячу женщин в возрасте от 15 до 44 лет.